# Sofiane Aïssaoui
Pour les articles homonymes, voir Aïssaoui.
Sofiane Aïssaoui, né le 23 août 1991 à Revin en France, est un pratiquant franco-algérien d'arts martiaux mixtes (MMA), Pancrace et Karaté Mix, dans la catégorie des poids welters. 
Il est devenu champion du monde de MMA amateur WFC et décroche trois titres de champion de France, deux en Karaté mix et un en Pancrace.

## Biographie
Sofiane Aïssaoui, est né à Revin, d'un père maroquinier qui s'appelle Smaïl et d'une mère infirmière qui s'appelle Malika. Il a trois frères et une sœur ,Sirine, ainsi qu’une fille, Aliyah.
Sofiane a commencé le judo à l’âge de 4 ans jusqu'à l'âge de 22 ans. Ensuite, il a découvert les arts martiaux mixtes (MMA) à l’âge de 23 ans.
Sofiane a un palmarès impressionnant dans les sports de combat. En amateur, il a été sélectionné en équipe de France de MMA . Il a participé au championnat du monde amateur IMMAF (International Mixed Martial Arts Federation) à Las Vegas en juillet 2015 et au championnat d’Europe IMMAF à Birmingham en novembre 2015.
De 2014 à 2016, il est membre de l’équipe de France de MMA.
En 2016, il est devenu champion du monde de MMA amateur WFC à Milan, puis décroche trois titres de champion de France, deux en Karaté mix, et un en Pancrace.
En juin 2016, il a ouvert sa salle d’arts martiaux et de sports de combats à Reims qui s'appelle Lion Fight Gym,.
En 2017, il décroche sa première ceinture mondiale.
En 2019, selon l'organisation du 100% FIGHT, Sofiane Aïssaoui réalise la meilleure soumission de l'année face à Dimitri Henry lors du Roi Du Fight.
En 2020, il a gagné le titre international de l’Arène Des Sacres face à Ruslan Heleshko,.
En 2021, le ministère des sports récompense Sofiane Aïssaoui par la médaille de bronze, pour son engagement dans le domaine sportif et associatif,.
En février 2022, Sofiane Aïssaoui a remporté son combat contre Jean Dutriaux lors de la compétition Hexagone MMA 3 à Reims Arena,.

## Distinctions
- Champion de France de Pancrace - amateur
- Deux fois champion de France de Karaté Mix[8]
- Champion d'Europe de Luta Livre[13]
- Champion du monde de MMA - amateur WFC
- Champion du Grappling WGMA
- Champion du Road to Contenders[18] - semi pro
- Champion de l’Arène Des Sacres

## Palmarès en arts martiaux mixtes
| 12 combats     | 8 victoires | 4 défaites |
| Par KO         | 1           | 1          |
| Par soumission | 5           | 2          |
| Sur décision   | 2           | 1          |

| Résultat | Record | Adversaire              | Méthode                            | Événement                                      | Date             | Round | Temps | Lieu                           | Notes |
| -------- | ------ | ----------------------- | ---------------------------------- | ---------------------------------------------- | ---------------- | ----- | ----- | ------------------------------ | ----- |
| Victoire | 8-4    | Jean Dutriaux           | Soumission (clé de bras)           | Hexagone MMA 3                                 | 26 février 2022  | 1     | 4:32  | Reims, France                  |       |
| Victoire | 7-4    | Said Salambek Elderbiev | Soumission (étranglement arrière)  | MMA Live 8 - MMA Live Championship 8           | 17 juillet 2021  | 1     | 3:52  | Riesa, Allemagne               |       |
| Défaite  | 6-4    | Badreddine Diani        | TKO (coups de poing)               | UAE Warriors - UAE Warriors 19: Arabia 3       | 18 juin 2021     | 2     | 1:27  | Abou Dabi, Émirats arabes unis |       |
| Victoire | 6-3    | Ruslan Heleshko         | KO (coup de pied au corps)         | Arene de Sacres 3 - ADS 3                      | 29 février 2020  | 1     | 2:45  | Reims, France                  |       |
| Victoire | 5-3    | Dimitri Henri           | Soumission (clé de bras)           | 100% Fight 39 - King Of Fighting 2019          | 20 avril 2019    | 1     | 1:10  | Paris, France                  |       |
| Victoire | 4-3    | Romain Debienne         | Soumission (clé de bras)           | Arène Des Sacres 1 - The Genesis               | 3 février 2018   | 2     | 3:45  | Reims, France                  |       |
| Défaite  | 3-3    | Walid Laidi             | Décision unanime                   | 100% Fight 33 - Ascension                      | 18 janvier 2018  | 2     | 5:00  | Paris, France                  |       |
| Victoire | 3-2    | Said Al Hamid           | Soumission (clé de bras)           | 100% Fight 32 - Way of the Warrior             | 25 novembre 2017 | 1     | 1:29  | Paris, France                  |       |
| Victoire | 2-2    | Sami Kodass             | Décision unanime                   | NXT LVL 2 - Next Level 2                       | 28 octobre 2017  | 2     | 5:00  | Mantes-la-Ville, France        |       |
| Défaite  | 1-2    | Romain Bidet            | Soumission (verrou de la cheville) | Knock Out Championship - KOC: Prestige Edition | 11 février 2017  | 1     | 2:19  | Bordeaux, France               |       |
| Défaite  | 1-1    | Abdoul Abdouraguimov    | Soumission (étranglement arrière)  | 100% Fight - Contenders 33                     | 26 novembre 2016 | 1     | 2:21  | Paris, France                  |       |
| Victoire | 1-0    | Uriel Loutina           | Décision unanime                   | 100% Fight - Contenders 33                     | 26 novembre 2016 | 2     | 5:00  | Paris, France                  |       |